# Rekordy Polski młodzieżowców w lekkoatletyce
Rekordy Polski młodzieżowców w lekkoatletyce – zestawienie najlepszych rezultatów uzyskanych przez reprezentantów Polski do lat 22 i oficjalnie zatwierdzonych przez Polski Związek Lekkiej Atletyki.

## Rekordy Polski młodzieżowców
Konkurencja nieolimpijska

### Mężczyźni
| Konkurencja                   | Rezultat       | Zawodnik                                                             | Klub                                | Data             | Miejsce        |
| ----------------------------- | -------------- | -------------------------------------------------------------------- | ----------------------------------- | ---------------- | -------------- |
| Bieg na 100 m                 | 10,17 +1,3 m/s | Dariusz Kuć                                                          | AZS-AWF Kraków                      | 27 maja 2006     | Biała Podlaska |
| Bieg na 200 m                 | 20,31 -0,5 m/s | Marcin Jędrusiński                                                   | Olimpia Poznań                      | 9 sierpnia 2002  | Monachium      |
| Bieg na 400 m                 | 45,18          | Maksymilian Szwed                                                    | AZS Łódź                            | 27 czerwca 2025  | Madryt         |
| Bieg na 800 m                 | 1:43,30        | Adam Kszczot                                                         | RKS Łódź                            | 20 września 2011 | Rieti          |
| Bieg na 1000 m                | 2:16,99        | Adam Kszczot                                                         | RKS Łódź                            | 31 maja 2011     | Ostrawa        |
| Bieg na 1500 m                | 3:32,53        | Filip Rak                                                            | AZS KU Politechniki Opolskiej Opole | 6 czerwca 2025   | Rzym           |
| Bieg na milę                  | 3:50,83        | Filip Rak                                                            | AZS KU Politechniki Opolskiej Opole | 27 lipca 2025    | Berlin         |
| Bieg na 3000 m                | 7:49,82        | Kamil Herzyk                                                         | SLiS JUST TEAM Bielsko-Biała        | 9 lutego 2025    | Wrocław        |
| Bieg na 5000 m                | 13:29,72       | Michał Bartoszak                                                     | Olimpia Poznań                      | 3 czerwca 1992   | Victoria       |
| Bieg na 10 000 m              | 28:21,77       | Maciej Megier                                                        | SKLA Sopot                          | 26 kwietnia 2025 | Warszawa       |
| Bieg na 110 m przez płotki    | 13,25 +1,1 m/s | Jakub Szymański                                                      | SKLA Sopot                          | 28 czerwca 2024  | Bydgoszcz      |
| Bieg na 400 m przez płotki    | 48,16          | Marek Plawgo                                                         | niestowarzyszony                    | 12 maja 2001     | Osaka          |
| Bieg na 3000 m z przeszkodami | 8:17,32        | Radosław Popławski                                                   | Astra Nowa Sól                      | 24 sierpnia 2004 | Ateny          |
| Skok wzwyż                    | 2,36           | Aleksander Waleriańczyk                                              | Wawel Kraków                        | 20 lipca 2003    | Bydgoszcz      |
| Skok o tyczce                 | 5,91           | Paweł Wojciechowski                                                  | SL WKS Zawisza Bydgoszcz            | 15 sierpnia 2011 | Szczecin       |
| Skok w dal                    | 8,21 +1,4 m/s  | Marcin Starzak                                                       | AZS-AWF Kraków                      | 4 lipca 2007     | Salamanka      |
| Trójskok                      | 17,11 +1,1 m/s | Jacek Pastusiński                                                    | Resovia Rzeszów                     | 17 czerwca 1986  | Warszawa       |
| Pchnięcie kulą                | 22,25          | Konrad Bukowiecki                                                    | KS AZS UWM Olsztyn                  | 14 września 2019 | Chorzów        |
| Rzut dyskiem                  | 64,74          | Piotr Małachowski                                                    | WKS Śląsk Wrocław                   | 26 czerwca 2005  | Biała Podlaska |
| Rzut młotem                   | 80,25          | Maciej Pałyszko                                                      | KS Warszawianka Warszawa            | 17 września 2000 | Gold Coast     |
| Rzut oszczepem                | 84,97          | Cyprian Mrzygłód                                                     | AZS-AWFiS Gdańsk                    | 13 lipca 2019    | Gävle          |
| Dziesięciobój                 | 7790 pkt       | Ryszard Skowronek                                                    | AZS Śląsk Katowice                  | 28 czerwca 1971  | Warszawa       |
| Chód na 20 km                 | 1:19:32        | Robert Korzeniowski                                                  | AZS-AWF Katowice                    | 16 września 1990 | Hildesheim     |
| Sztafeta 4 × 100 metrów       | 38,79          | Marcin Krzywański Dariusz Adamczyk Piotr Balcerzak Ryszard Pilarczyk | Reprezentacja Polski                | 9 sierpnia 1997  | Ateny          |
| Sztafeta 4 × 400 metrów       | 3:03,07        | Ryszard Pilarczyk Piotr Długosielski Jacek Bocian Piotr Haczek       | Reprezentacja Polski                | 13 lipca 1997    | Turku          |

### Kobiety
| Konkurencja                   | Rezultat       | Zawodniczka                                                              | Klub                   | Data                 | Miejsce        |
| ----------------------------- | -------------- | ------------------------------------------------------------------------ | ---------------------- | -------------------- | -------------- |
| Bieg na 100 m                 | 11,07 +0,7 m/s | Ewa Swoboda                                                              | AZS-AWF Katowice       | 1 września 2019      | Berlin         |
| Bieg na 200 m                 | 22,58 +2,0 m/s | Irena Szewińska                                                          | Polonia Warszawa       | 18 października 1968 | Meksyk         |
| Bieg na 400 m                 | 51,31          | Patrycja Wyciszkiewicz                                                   | SL Olimpia Poznań      | 24 sierpnia 2015     | Pekin          |
| Bieg na 800 m                 | 1:59,87        | Wanda Stefańska                                                          | Gwardia Warszawa       | 7 września 1982      | Ateny          |
| Bieg na 1000 m                | 2:35,15        | Sofia Ennaoui                                                            | MKL Szczecin           | 28 lipca 2016        | Sopot          |
| Bieg na 1500 m                | 4:01,00        | Sofia Ennaoui                                                            | MKL Szczecin           | 27 sierpnia 2016     | Saint-Denis    |
| Bieg na milę                  | 4:25,34        | Sofia Ennaoui                                                            | MKL Szczecin           | 9 czerwca 2016       | Oslo           |
| Bieg na 3000 m                | 8:34,19        | Lidia Chojecka                                                           | WLKS Siedlce           | 30 czerwca 1999      | Oslo           |
| Bieg na 5000 m                | 15:28,13       | Olimpia Breza                                                            | KUKS Remus Kościerzyna | 11 maja 2024         | Karlsruhe      |
| Bieg na 10 000 m              | 32:37,89       | Weronika Pyzik                                                           | LKS Znicz Biłgoraj     | 24 maja 2018         | Sacramento     |
| Bieg na 100 m przez płotki    | 12,51 +0,8 m/s | Pia Skrzyszowska                                                         | AZS-AWF Warszawa       | 6 sierpnia 2022      | Chorzów        |
| Bieg na 400 m przez płotki    | 55,75          | Anna Olichwierczuk                                                       | Skra Warszawa          | 5 sierpnia 2000      | Kraków         |
| Bieg na 3000 m z przeszkodami | 9:39,40        | Katarzyna Kowalska                                                       | LKS Vectra Włocławek   | 15 lipca 2007        | Debreczyn      |
| Skok wzwyż                    | 1,95           | Urszula Kielan                                                           | Gwardia Warszawa       | 28 maja 1980         | Grudziądz      |
| Skok o tyczce                 | 4,62           | Monika Pyrek                                                             | Lechia Gdańsk          | 23 sierpnia 2002     | Londyn         |
| Skok w dal                    | 6,74 +1,5 m/s  | Anna Jagaciak                                                            | Juvenia Puszczykowo    | 27 lipca 2010        | Barcelona      |
| Trójskok                      | 14,25 +2,0 m/s | Anna Jagaciak                                                            | Juvenia Puszczykowo    | 3 lipca 2011         | Gdańsk         |
| Pchnięcie kulą                | 18,48          | Klaudia Kardasz                                                          | KS Podlasie Białystok  | 8 sierpnia 2018      | Berlin         |
| Rzut dyskiem                  | 64,56          | Renata Katewicz                                                          | Start Łódź             | 16 czerwca 1987      | Łódź           |
| Rzut młotem                   | 72,74          | Malwina Kopron                                                           | AZS Poznań             | 1 czerwca 2016       | Białystok      |
| Rzut oszczepem                | 67,11          | Maria Andrejczyk                                                         | LUKS Hańcza Suwałki    | 16 sierpnia 2016     | Rio de Janeiro |
| Siedmiobój                    | 6494 pkt       | Kamila Chudzik                                                           | AZS-AWFiS Gdańsk       | 7 czerwca 2008       | Zielona Góra   |
| Chód na 20 km                 | 1:32:47        | Sylwia Korzeniowska                                                      | AZS-AWF Kraków         | 15 lipca 2001        | Amsterdam      |
| Sztafeta 4 × 100 metrów       | 43,48          | Aleksandra Piotrowska Inga Kanicka Magdalena Niemczyk Emilia Wójtowicz   | Reprezentacja Polski   | 20 lipca 2025        | Bergen         |
| Sztafeta 4 × 400 metrów       | 3:29,66        | Dominika Muraszewska Adrianna Janowicz Mariola Karaś Aleksandra Gaworska | Reprezentacja Polski   | 16 lipca 2017        | Bydgoszcz      |

## Najlepsze wyniki w historiiU23

### Mężczyźni
| Konkurencja                   | Rezultat       | Zawodnik            | Klub               | Data             | Miejsce     |
| ----------------------------- | -------------- | ------------------- | ------------------ | ---------------- | ----------- |
| Bieg na 150 m                 | 15,26 +0,7 m/s | Karol Zalewski      | KS AZS UWM Olsztyn | 11 czerwca 2014  | Łomża       |
| Bieg na 300 m                 | 31,93          | Karol Zalewski      | KS AZS UWM Olsztyn | 7 września 2014  | Rieti       |
| Bieg na 500 m                 | 1:02,35        | Piotr Kuśnierz      | WKS Śląsk Wrocław  | 21 maja 2016     | Wrocław     |
| Bieg na 600 m                 | 1:14,55        | Adam Kszczot        | RKS Łódź           | 5 sierpnia 2009  | Lahti       |
| Bieg na 2000 m                | 5:01,7h        | Michał Bartoszak    | Olimpia Poznań     | 26 maja 1991     | Turyn       |
| Bieg na 2000 m z przeszkodami | 5:31,50        | Maciej Megier       | AZS-AWFiS Gdańsk   | 5 maja 2024      | Pliezhausen |
| Chód na 10 000 m              | 39:28,97       | Jacek Müller        | Lechia Gdańsk      | 20 czerwca 1993  | Sopot       |
| Chód na 20 000 m              | 1:25:44,4h     | Robert Korzeniowski | AZS-AWF Katowice   | 28 kwietnia 1989 | Fana        |
| Chód na 50 km                 | 3:50:30        | Łukasz Nowak        | AZS Poznań         | 27 marca 2010    | Dudince     |

### Kobiety
| Konkurencja                   | Rezultat       | Zawodniczka         | Klub                     | Data                 | Miejsce         |
| ----------------------------- | -------------- | ------------------- | ------------------------ | -------------------- | --------------- |
| Bieg na 150 m                 | 17,35 -0,8 m/s | Magdalena Niemczyk  | UKS Tiki Taka Kolbuszowa | 8 czerwca 2025       | Kraków          |
| Bieg na 300 m                 | 37,06          | Kinga Gacka         | BKS Bydgoszcz            | 15 sierpnia 2021     | Szczecin        |
| Bieg na 500 m                 | 1:09,60        | Aleksandra Gaworska | KS AZS-AWF Kraków        | 6 maja 2017          | Kraków          |
| Bieg na 600 m                 | 1:26,68        | Justyna Święty      | AZS-AWF Katowice         | 10 maja 2014         | Sosnowiec       |
| Bieg na 2000 m                | 5:44,77        | Anna Brzezińska     | Gwardia Opole            | 29 sierpnia 1993     | Sheffield       |
| Maraton                       | 2:37:37        | Kamila Gradus       | Legia Warszawa           | 29 października 1989 | Chicago         |
| Bieg na 2000 m z przeszkodami | 6:14,20        | Kinga Królik        | UKS Azymut Pabianice     | 17 września 2021     | Trewir          |
| Chód na 5000 m                | 21:50,65       | Katarzyna Radtke    | Lechia Gdańsk            | 26 maja 1991         | Sopot           |
| Chód na 5 km                  | 22:05          | Anna Szumny         | Wawel Kraków             | 14 czerwca 2003      | Kraków          |
| Chód na 10 000 m              | 47:00,16       | Katarzyna Kwoka     | Resovia Rzeszów          | 14 kwietnia 2007     | Kraków          |
| Chód na 10 km                 | 44:27          | Sylwia Korzeniowska | niestowarzyszona         | 5 października 2002  | Iwano-Frankiwsk |
| Chód na 20 000 m              | 1:53:18,5h     | Marcelina Drozdek   | AZS-AWF Warszawa         | 2 maja 2021          | Poznań          |
| Chód na 35 km                 | 3:11:53        | Anna Zdziebło       | LKS Stal Mielec          | 25 marca 2023        | Dudince         |